# Ösjön (Södra Åsarps socken, Västergötland)
Ösjön är en sjö i Tranemo kommun i Västergötland och ingår i Ätrans huvudavrinningsområde. Sjön har en area på 0,273 kvadratkilometer och ligger 183 meter över havet.

## Delavrinningsområde
Ösjön ingår i det delavrinningsområde (638416-135438) som SMHI kallar för Mynnar i Månstadsån. Medelhöjden är 187 meter över havet och ytan är 8,68 kvadratkilometer. Räknas de 6 avrinningsområdena uppströms in blir den ackumulerade arean 80,37 kvadratkilometer. Åsarpsån (Getavadån) som avvattnar avrinningsområdet har biflödesordning 4, vilket innebär att vattnet flödar genom totalt 4 vattendrag innan det når havet efter 132 kilometer. Avrinningsområdet består  mestadels av skog (78 %). Avrinningsområdet har 0,27 kvadratkilometer vattenytor vilket ger det en sjöprocent på 3,1 %.